# Myrcidris epicharis
Myrcidris epicharis Ward, 1990 è una formica della sottofamiglia Pseudomyrmecinae, unica specie del genere Myrcidris.

## Descrizione

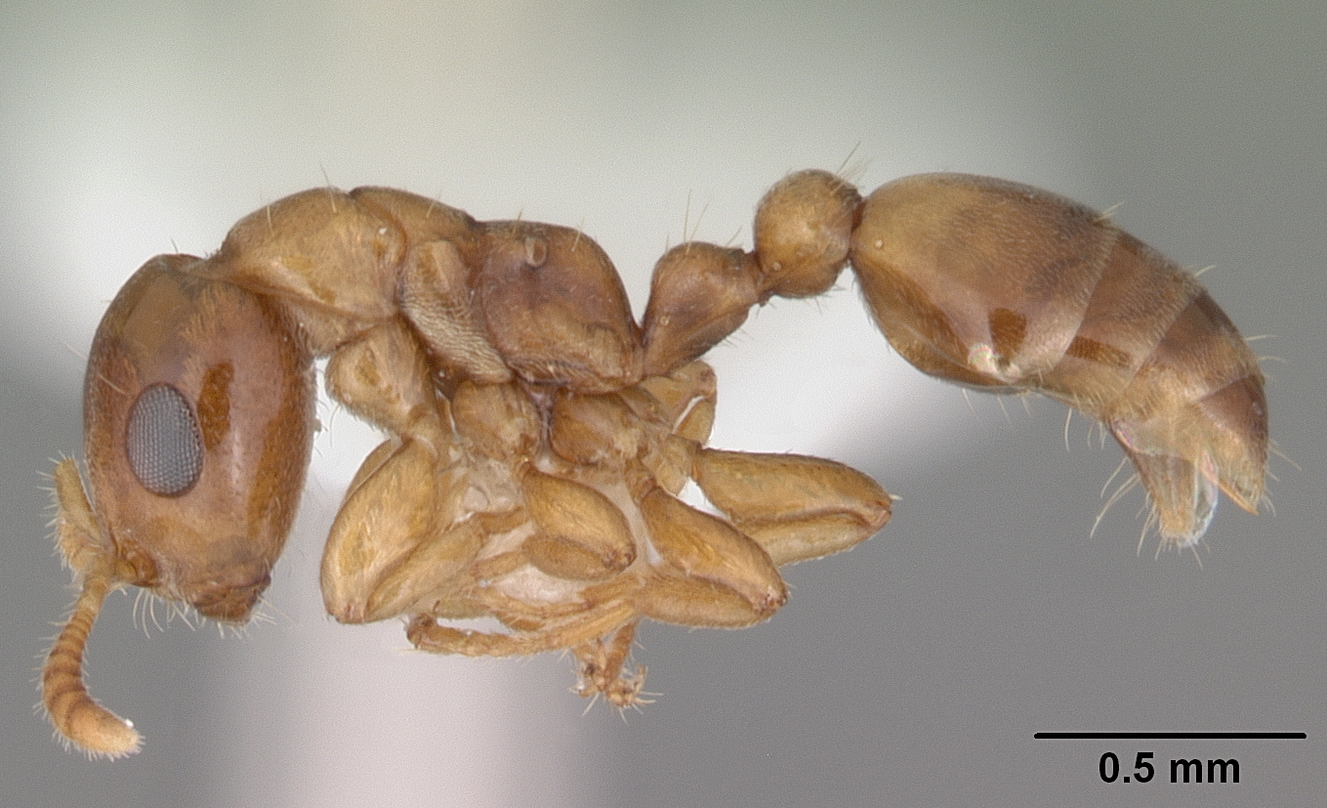
Visione laterale
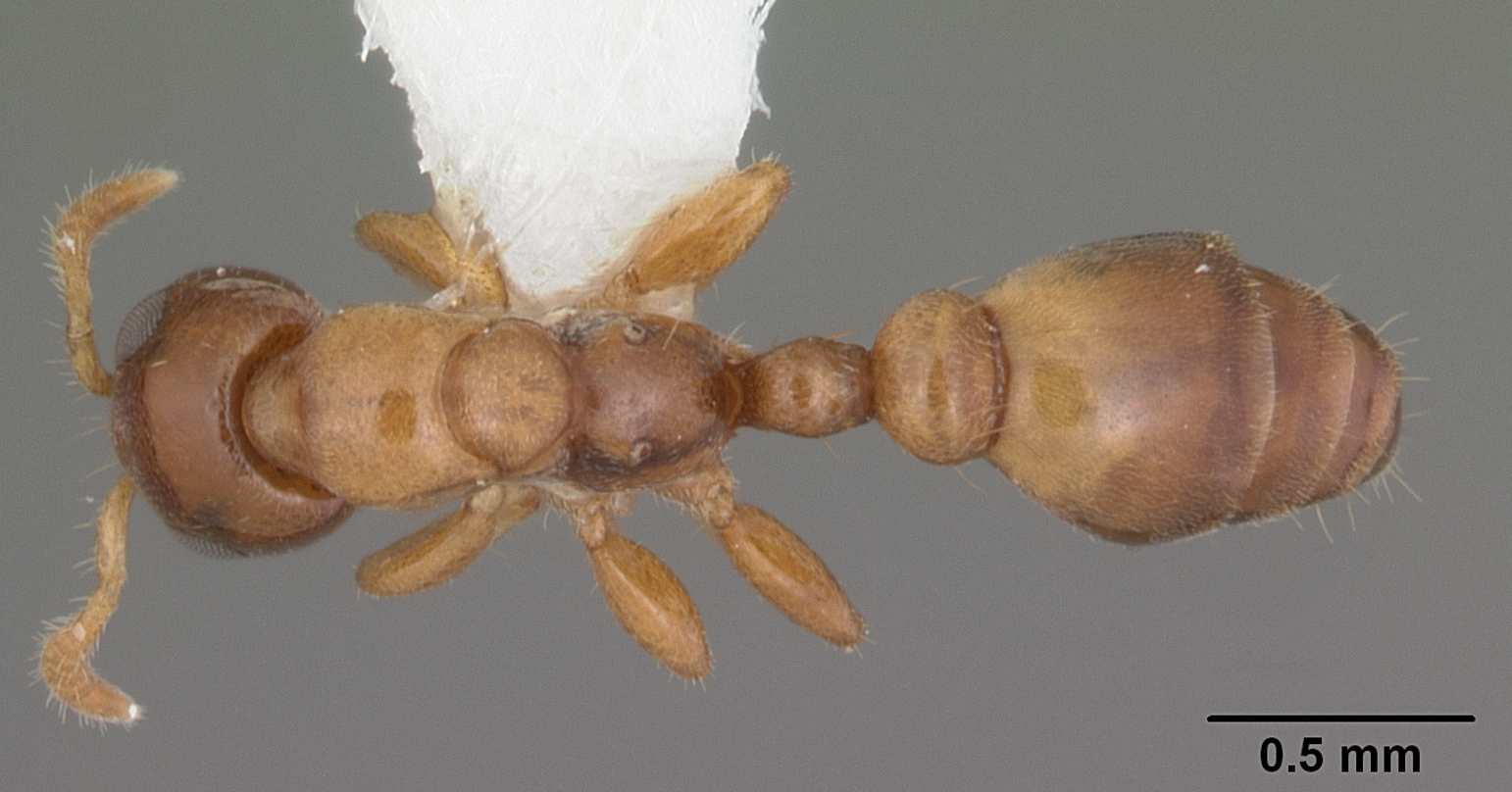
Visione dorsale
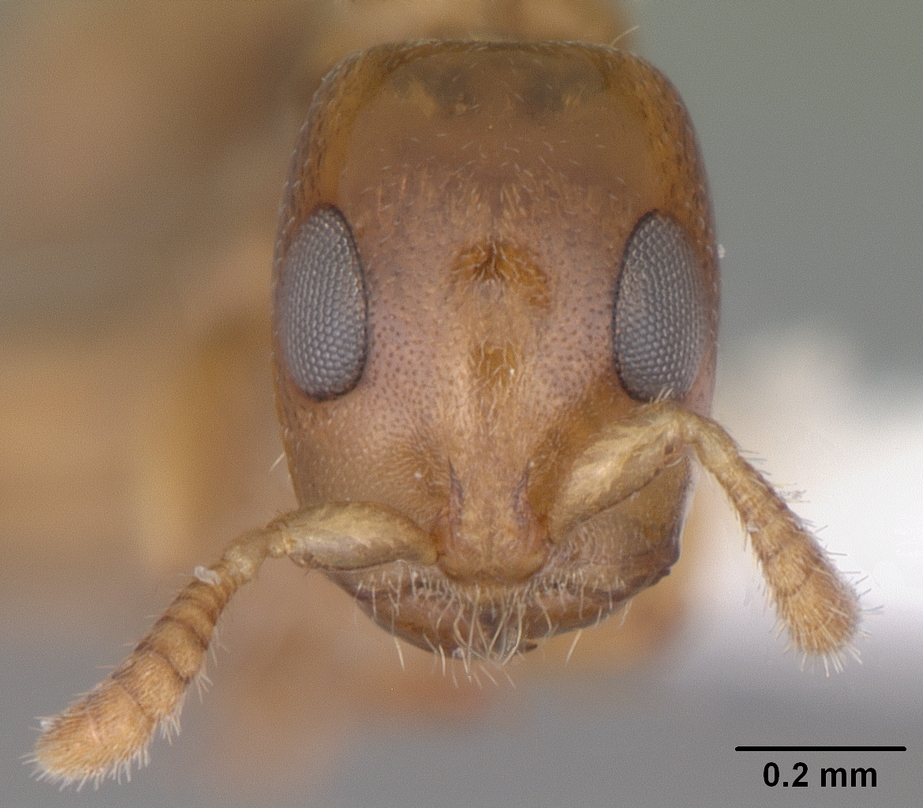
Testa

## Distribuzione e habitat
La specie è stata descritta in Brasile e non sono note altre località.